# Hooghoudt (destilleerderij)
Hooghoudt is een Groningse destilleerderij, die diverse gedistilleerde dranken en limonadesiroop produceert. Het bedrijf produceert enkele alcoholica die nergens anders worden gemaakt, zoals Fladderak. Begin 2025 werd het familiebedrijf overgenomen door het Franse La Martiniquaise.

## Geschiedenis
Het familiebedrijf werd in 1888 door de toenmalige bakker Hero Jan Hooghoudt opgericht. Nadat hij in 1898 aan een longontsteking was overleden, zette zijn vrouw Grietje de zaak voort. 
Het bedrijf was jarenlang in de Nieuwe Ebbingestraat in de Groninger binnenstad gevestigd, maar verhuisde aan het eind van de twintigste eeuw naar een nieuw complex op het bedrijventerrein Euvelgunne. In 1989, toen het bedrijf 100 jaar bestond, was de officiële opening van het nieuwe pand en ontving de distilleerderij een Koninklijke onderscheiding.
De naam Hooghoudt is afgeleid van de hoge houten voetgangersbruggetjes, hooghout of hoogholtje genaamd, die typisch zijn voor de Groningse kanalen. Voor het huidige complex heeft Hooghoudt speciaal een hoogholtje laten aanleggen.

## Café's en proeverij
Lange tijd fungeerde het Proeflokaal Hooghoudt aan het Zuiderdiep in de Groninger binnenstad als het marketinginstrument van de Groningse distilleerderij. Het was een drukbezocht café waarin politici, advocaten, zakenlui, vertegenwoordigers en journalisten elkaar ontmoetten. Hoewel de naam Hooghoudt in het huidige café voortleeft, vond de 'jeneverproeverij' lange tijd plaats in een als café ingericht deel van het complex op het industrieterrein. Daarnaast is er nog het Café Hooghoudt aan de Groningse Grote Markt, dat wel banden onderhield met de destilleerderij en, niet exclusief maar wel met enige nadruk, Hooghoudtdranken serveert.

## Na 2025
De Franse eigenaar La Martiniquaise Benelux besloot in juli 2025 de Groninger vestiging te sluiten en de productie te verplaatsen naar Gent. De merknaam Hooghoudt zou wel blijven bestaan. 

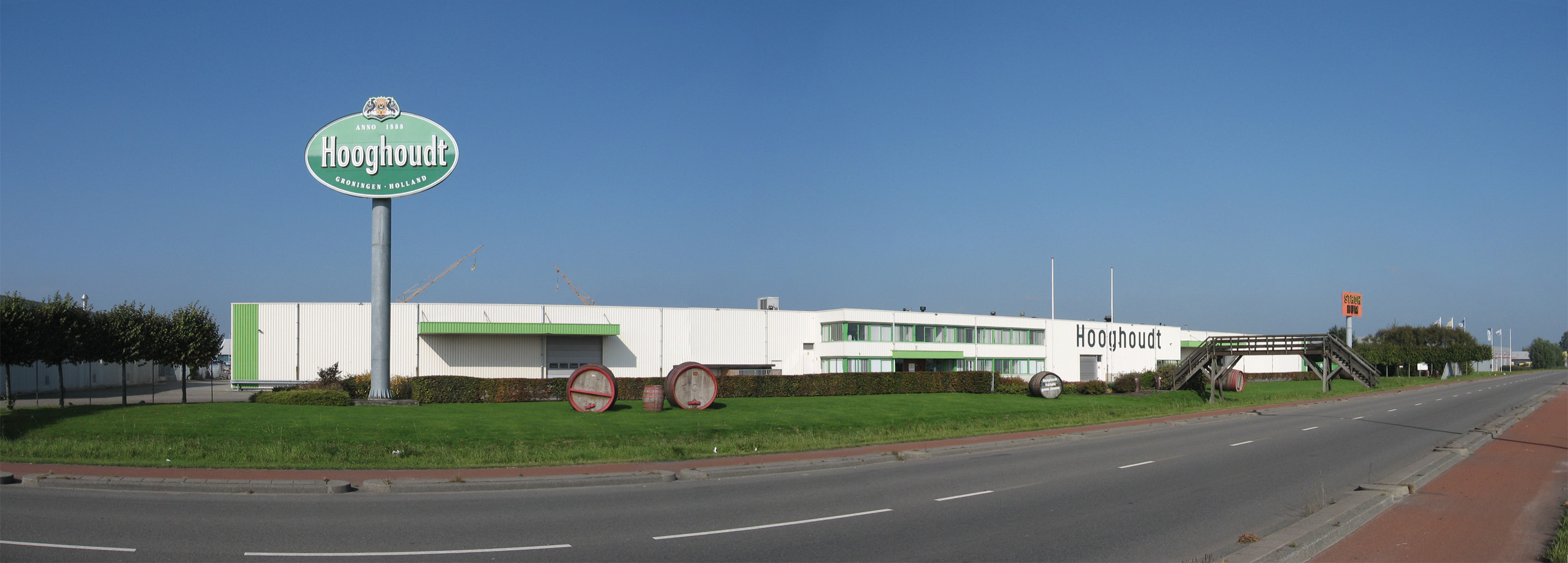
Het hoofdkantoor van Hooghoudt, met rechts een hoogholtje (2007)
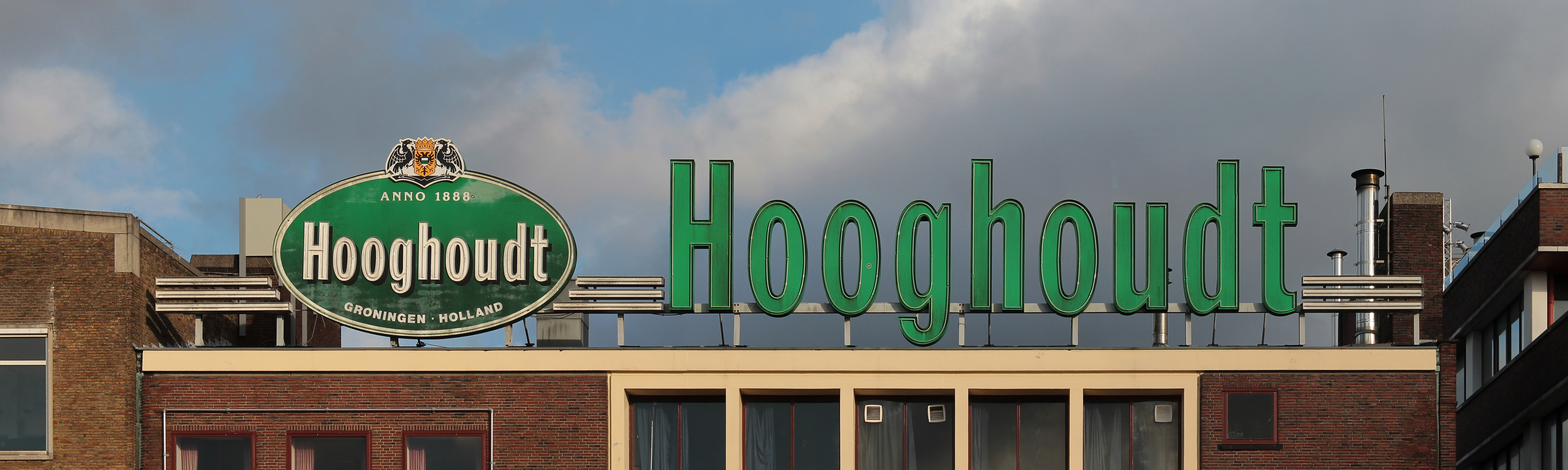
Lichtreclame voor Hooghoudt aan de Grote Markt op het vorige Vindicat-gebouw in Groningen (2012)